# Ipogeo di Ħal-Saflieni
L'ipogeo di Ħal-Saflieni (in maltese Ipoġew ta' Ħal Saflieni) è una struttura sotterranea neolitica,scavata tra il 3600 a.C. circa  e il 2500 a.C. a Paola, sull'isola di Malta. Spesso viene chiamato semplicemente Ipogeo, che letteralmente significa "sotterraneo" in greco. Si ritiene che in origine fosse un santuario, divenuto necropoli in tempi preistorici con i resti stimati di oltre 7.000 persone documentati dagli archeologi. ed è tra gli esempi meglio conservati della cultura della costruzione di templi maltesi che ha prodotto anche i templi megalitici e il cerchio di pietre di Xagħra. 
Venne scoperto per caso nel 1902, quando degli operai che stavano tagliando delle cisterne per nuove abitazioni ne ruppero il soffitto. Lo studio della struttura venne all'inizio affidato a Padre Manuel Magri della Compagnia di Gesù, che diresse gli scavi per conto del Museums Committee. Magri morì nel 1907, prima della pubblicazione della relazione sugli scavi. In seguito all'inaspettata morte di Magri, gli scavi ripresero sotto il controllo dello studioso Themistocles Zammit.
L'ipogeo venne impresso su 5000 francobolli da due centesimi delle isole di Malta nel 1980, per commemorare il fatto che l'UNESCO inserì questa struttura unica tra i patrimoni dell'umanità. Venne chiuso al pubblico tra il 1992 ed il 1996 per restauri.
L'ipogeo è costituito di tre livelli sovrapposti.

## Primo livello
Il primo livello somiglia molto alle tombe scoperte a Xemxija (Malta). Alcune stanze sono in realtà caverne naturali ampliate artificialmente. Dagli esami di datazione si è appreso che è il livello più antico. Il secondo livello venne creato quando gli antichi costruttori decisero che il primo non era più sufficiente. Questo livello si trova solo 10 metri sotto il livello della strada.

## Secondo livello

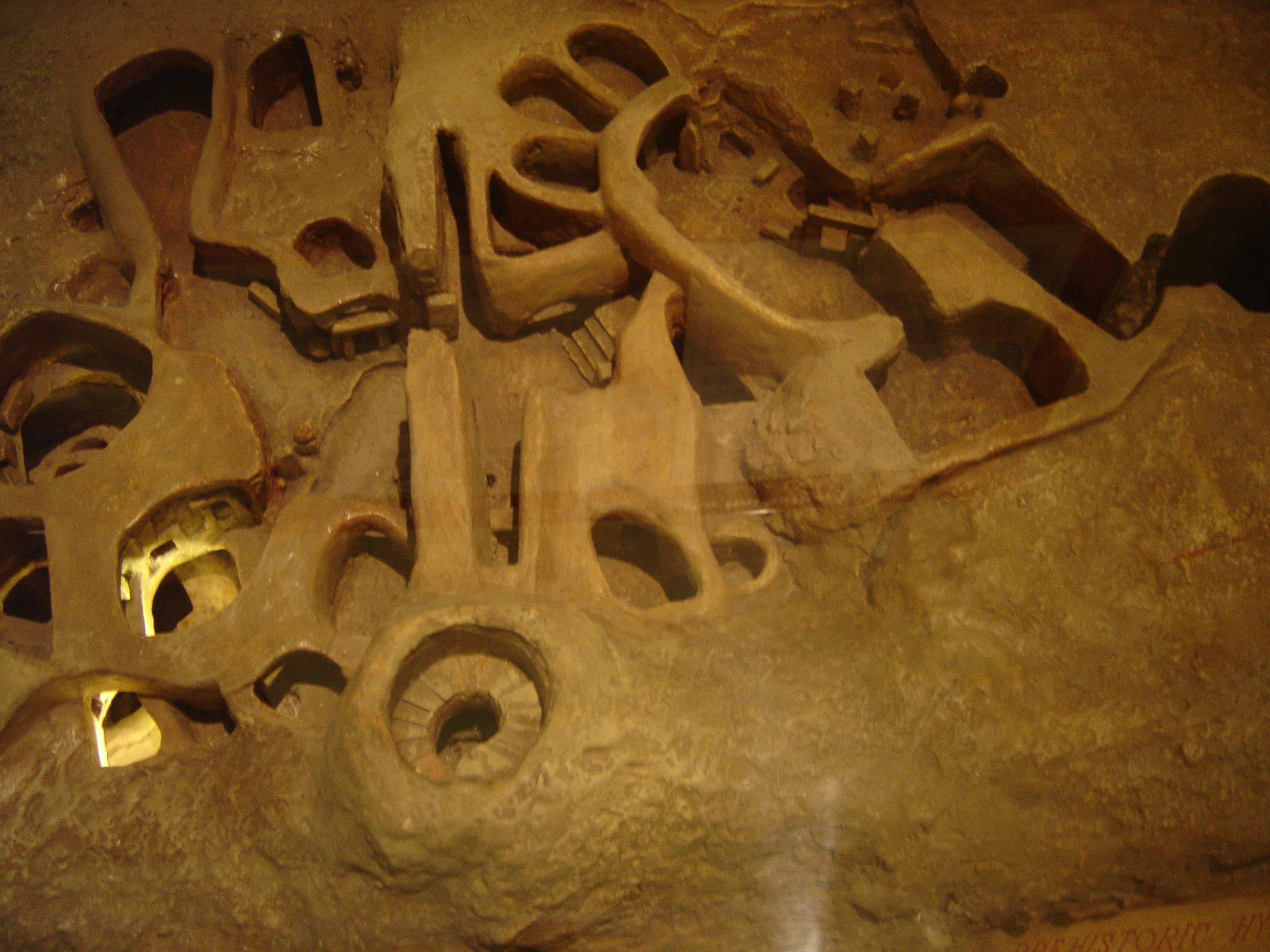
Modellino dell'ipogeo di Hal Saflieni

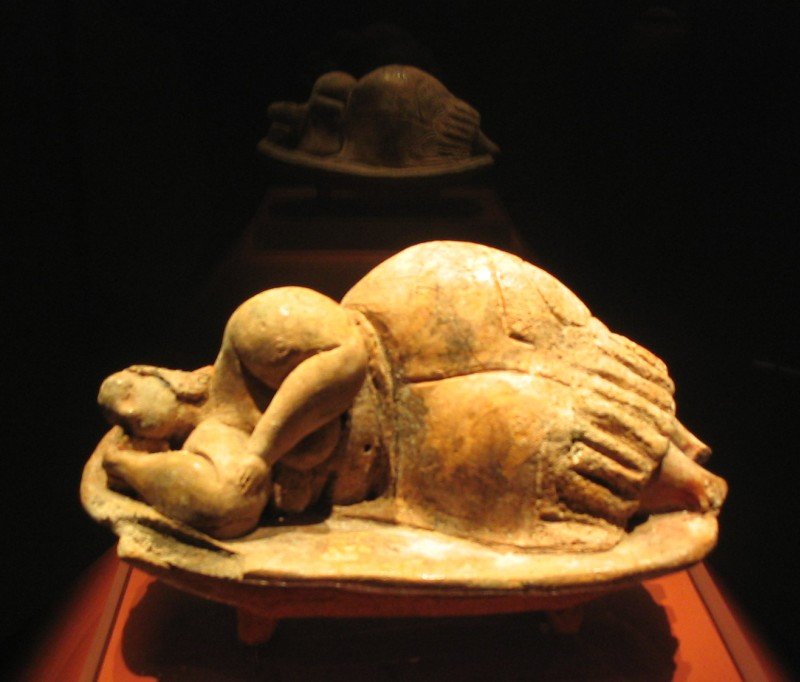
La Donna Dormiente, Museum of Archaeology, Valletta, Malta

Il livello mostra eccellenti abilità nella scultura delle pietre. Si possono osservare importanti stanze, come la stanza principale, il Santo dei Santi, e la stanza dell'Oracolo.

### La stanza principale
Questa camera è più o meno circolare, scavata nella roccia. Vi si trovano numerosi trilitici; alcune cieche, altre che conducono ad altre stanze. Buona parte dei muri sono colorati di ocra. La statuetta della Donna Dormiente fu trovata in questa stanza. Al giorno d'oggi la statua è ospitata presso il Museum of Archaeology, a La Valletta, Malta.

### La stanza dell'Oracolo
La stanza dell'Oracolo è di forma rettangolare, ed è una delle più piccole stanze laterali. Su una delle sue pareti è presente un foro in cui un uomo, infilandovi la testa e parlando, può far udire la propria voce per tutto l'ipogeo. La voce femminile non provoca lo stesso effetto. Questa stanza possiede un soffitto dipinto in maniera elaborata, composto da spirali di ocra con globi circolari.

### La stanza decorata
Fuori dalla stanza dell'Oracolo, sulla destra, si trova un'ampia sala circolare, riccamente decorata con motivi geometrici. Sul muro a destra si trova il disegno di una mano umana scolpita nella roccia (Agius).

### Il Buco del Serpente
Il secondo livello contiene una buca alta due metri che potrebbe essere stata usata per tenervi dei serpenti, o per raccogliere l'elemosina.

### Sancta Sanctorum
Il punto focale di questa stanza è un portone trilitico, contenuto a sua volta in uno maggiore, ed in un altro ancora.

## Terzo livello
Il piano più basso non contiene ossa o offerte, solo acqua. Si suppone che sia stato usato come deposito, probabilmente di frumento.

## Turismo
L'ipogeo di Ħal-Saflieni è una famosa attrazione turistica, grazie alla sua età. L'Heritage Malta (l'istituzione che protegge i beni storici del luogo) permette a solo 60 visitatori al giorno di accedere all'ipogeo. Raccomanda ai turisti di prenotare con molto anticipo per essere sicuri di trovare posto.